# Музикознавство
Музикозна́вство (також музикологія, англ. musicology) — наука, яка вивчає музику як особливу форму художнього осягнення світу, її зв'язки з дійсністю та іншими галузями людської культури, а також закономірності та особливості музичного мистецтва, які визначають його специфічний характер. Науковець у галузі музикознавства називається музикознавцем.
Музикознавство є однією з важливих галузей мистецтвознавства і охоплює низку дисциплін музично-теоретичного та музично-історичного спрямування.

## Напрямки музикознавства
Теоретичне музикознавство досліджує основні закономірності музики, що встановилися в процесі її історичного розвитку, композиційні засоби та прийоми. Вивченню окремих елементів музики присвячені такі музично-теоретичні дисципліни як гармонія, поліфонія, інструментознавство, вчення про музичні форми. До області теоретичного музикознавства відносяться також науково-методичні дисципліни, які розробляють принципи музичного виконання (сольного та хорового співу, диригентського мистецтва, гри на різних інструментах) і розвитку музичного слуху (сольфеджіо).
Історичне музикознавство має на меті відтворення цілісної картини розвитку музичного мистецтва у соціальному і культурному контекстах. Історія музики описує хід та періодизацію її історичного розвитку, характеризує панівні музично-естетичні погляди, напрямки і течії, стилі та жанри, вивчає інструментарій, концертно-виконавську та видавничу діяльність, а також біографії діячів музичного мистецтва.
Відносно самостійними галузями музикознавства є музична фольклористика, інструментознавство, музична педагогіка, а також музичні сфери естетики, психології, соціології, бібліографії, палеографії, текстології, нотографії, інформатики та інших наук.
Важлива роль у музичній культурі належить музичній критиці, покликаній здійснювати аналіз і давати оцінку явищам сучасної музичної практики.

## Історія музикознавства
Початкові елементи наукового підходу до музики були закладені у високорозвинених культурах стародавнього світу (Китай, Індія, Греція та ін.) Так, ще до н. е. китайські музикознавці розробили 5-звукову музичну систему (пентатоніка), у III ст. — 7-звукову систему. У Стародавній Греції було створено струнку систему ладів, досліджували акустичні закономірності інтервалів (Піфагор), розробляли музично-естетичне вчення, що пов'язувало різні лади, ритми і т. д. з тими чи іншими емоціями і моральними якостями, було запропоновано принцип музичного вчення на основі слухового сприйняття (Аристотель).
Звід основних досягнень античного музикознавства викладено у трактаті римського філософа і вченого Боеція «Про музику» (5 книга; VI ст.), що зробила значний вплив на розвиток середньовічної теорії музики. У середньовічній Європі музикознавство було головним чином підпорядковано богослужбовій практиці, потреба в музичній освіті спричинила появу численних музикознавчих праць. Значним досягненням Середньовіччя стало винайдення системи сольмізації і закладення основ нотного письма (Гукбальд, Гвідо д'Ареццо та ін.). Значний внесок у розвиток музикознавства внесли вчені Середньої Азії Абу Наср аль-Фарабі (X ст.), Ібн Сіна (Авіценна, X–XI ст.)], арабські, перські, візантійські теоретики.
В епоху Відродження з поширенням багатоголосся розробляють вчення про контрапункт (Ґлареан, Дж. Царліно), виникає мензуральна нотація, запропоновано жанрову диференціацію (Й. де Грохео), вперше було видано музичний словник (Й. Тінкторіс). Вчених епохи Просвітництва відрізняє природничий підхід до музики. Протягом XVII–XVIII століть складається вчення про «генерал-бас», а пізніше закладаються основи класичної гармонії (Ж. Ф. Рамо). Розробляли також теорію афектів, яка намагалась встановити зв'язок між засобами виразності і відповідними емоціями чи почуттями.
Розвиток музикознавства в XIX столітті був пов'язаний із становленням національних композиторських шкіл, в цей час входить у вжиток сам термін «музикознавство»; у другій половині XIX ст. починають випускати монографії про видатних митців минулого, об'ємні музичні словники та енциклопедії (напр. Музичний словник Гроува). З кінця XIX століття отримують розвиток музична палеографія, бібліографія, музична фольклористика. 1927 року було організовано міжнародне товариство музикознавців, куди входили також і радянські вчені.

## Музикознавство в Україні

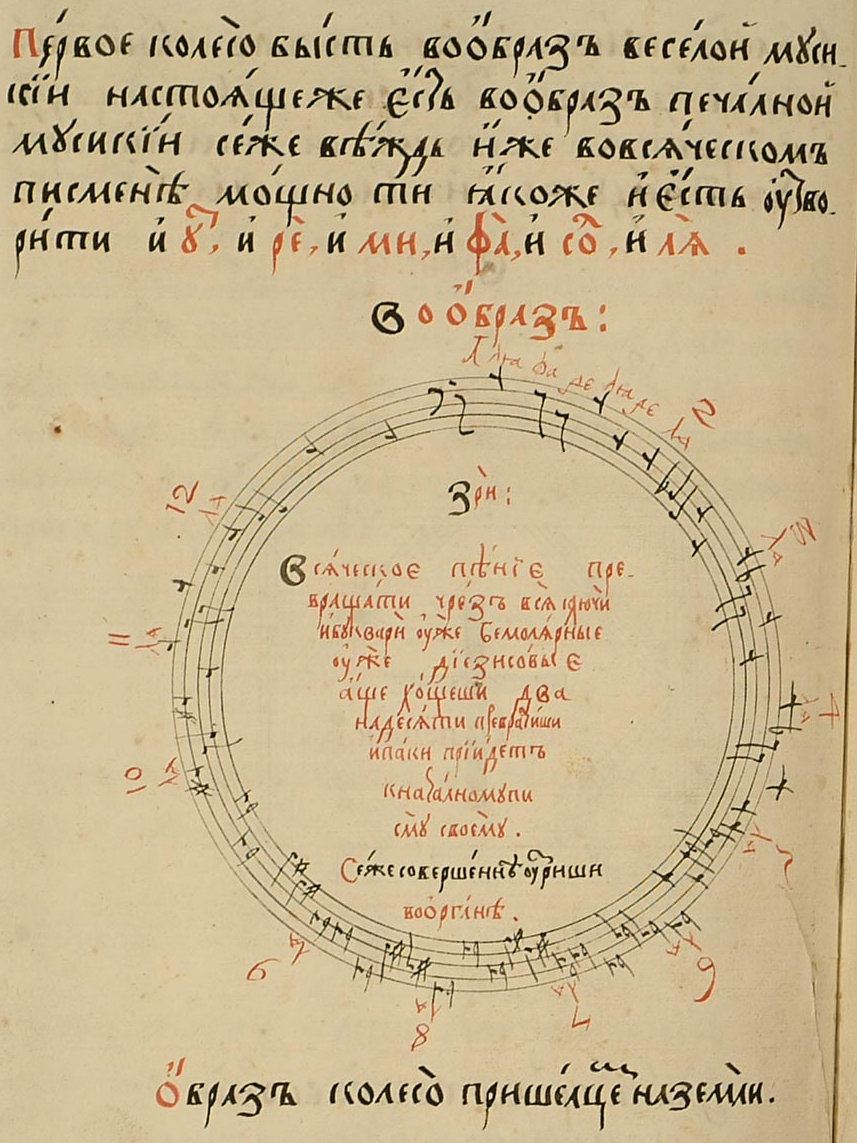
квінтове коло в «Мусікійській граматиці» М. Дилецького — першій широко відомій роботі українського автора

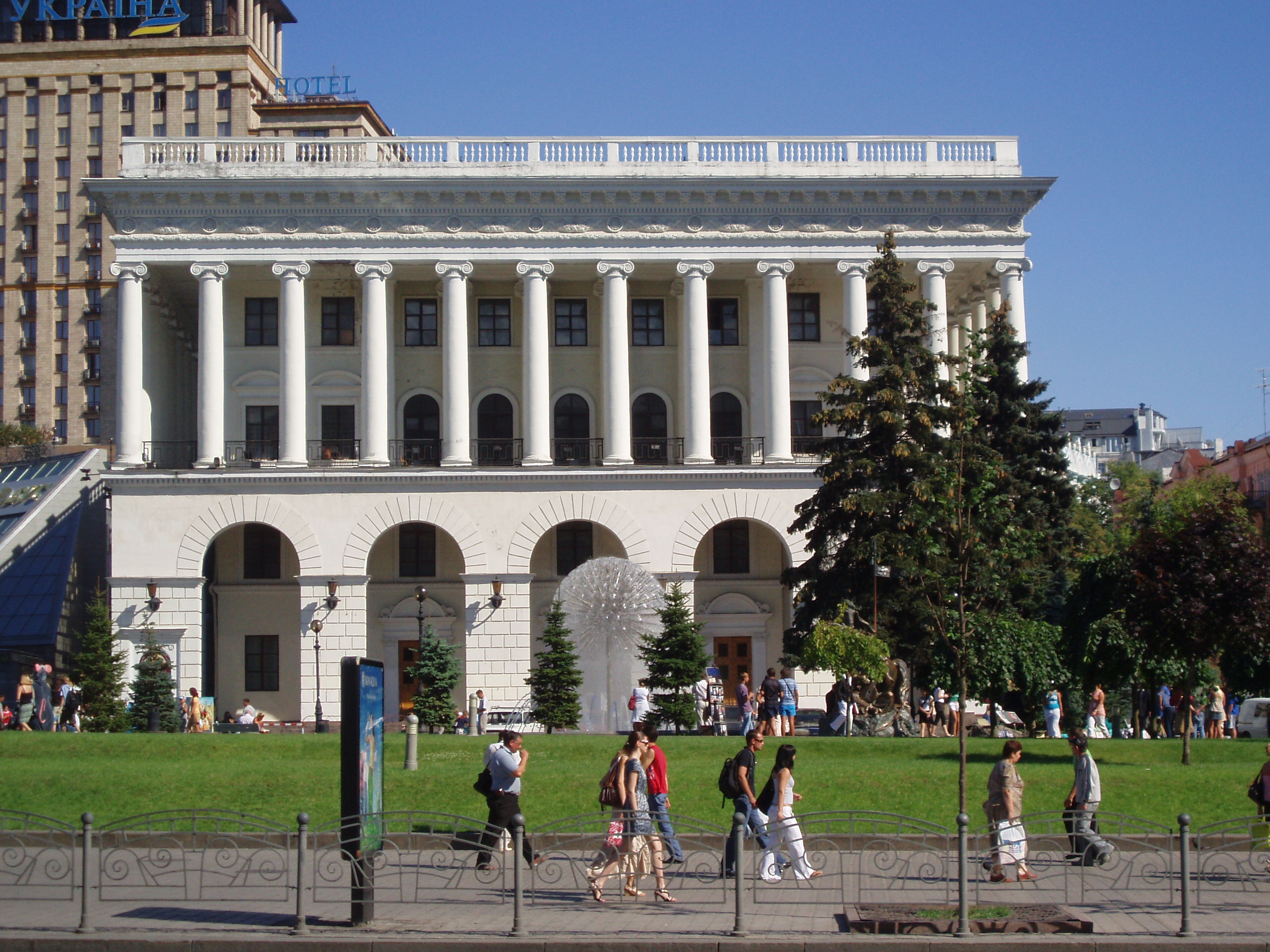
НМАУ — один із центрів сучасного українського музикознавства

На українських теренах музикознавство отримало розвиток відносно пізно. До XV століття відносяться анонімні співочі азбуки — навчальні посібники. Першою серйозною музикознавчою працею українського автора можна вважати «Грамматику пѢнія мусикийского» Миколи Дилецького, в якій пояснювалася сутність нотної системи, партесного співу і партесної композиції.
Авторами музично-етнографічних праць кінця XIX — початку XX століття стали Дмитро Яворницький, Василь Верховинець, Микола Лисенко, Філарет Колесса, музично-теоретичних та музично-історичних праць — C. Людкевич, П. Козицький. В радянські часи найвидатніші українські музикознавці змушені були працювати в Росії, зокрема Б. Яворський, К. Квітка.

### Сучасність
В сучасній Україні музикознавці отримують освіту у вищих навчальних закладах музичного профілю (музичні училища, консерваторії). Серед спеціальностей, затверджених ВАК України — «17.00.03 — музичне мистецтво», за якою присуджуються наукові ступені у галузі мистецтвознавства. Серед українських музикознавчих видань — «Українське музикознавство», «Музикознавчі записки», «Київське музикознавство» та інші.
Характеризуючи розвиток українського музикознавства у післярадянські часи,
А. Муха відмічає розширення й розосередження його бази з відповідним кількісним (екстенсивним) зростанням кадрового складу та інтенсивністю організаційних і науково-творчих зусиль. В той же час дослідник відмічає зниження якісного рівня праць і формальний підхід до їх оцінки, при цьому «штучні перепони, що встановлюються зверху на шляху до публікації й захисту», не гарантують їх безумовної якості.
Характерною тенденцією розвитку сучасного українського музикознавства є розширення його жанрово-тематичних, часових, територіальних і методологічних меж. Центрами музичної україністики є музичний відділ Національної бібліотеки ім. В. Вернадського, кафедра української музики Національної музичної академії, багатьох інших закладів, організацій та установ. Новітніми напрямками українського музикознавства стало
поглиблене дослідження проблем вітчизняного музичного бароко і класицизму. Поруч з тим виходять роботи, присвячені зарубіжній (в тому числі російській) музиці, загальним музично-теоретичним проблемам. 2006 року вийшов перший том «Української музичної енциклопедії» в трьох томах, підготовленої відділом музикознавства ІМФЕ ім. М. Т. Рильського з частковим залученням сторонніх авторів.

## Провідні музикознавці України
- Герасимова-Персидська Ніна Олександрівна — доктор мистецтвознавства, професор (Київ).
- Драч Ірина Степанівна — доктор мистецтвознавства, професор, проректор з наукової роботи ХДУМ ім. І. П. Котляревського.
- Зінькевич Олена Сергіївна — доктор мистецтвознавства, професор (Київ).
- Кияновська Любов Олександрівна — доктор мистецтвознавства, професор (Львів).
- Маркова Олена Миколаївна — доктор мистецтвознавства, професор (Одеса).
- Москаленко Віктор Григорович — доктор мистецтвознавства, професор (Київ).
- Очеретовська Неоніла Леонідівна — доктор мистецтвознавства, професор (Харків).
- Павлишин Стефанія Стефаніївна — доктор мистецтвознавства, професор (Львів).
- Самойленко Олександра Іванівна — доктор мистецтвознавства, професор, проректор ОДМА імені А. В. Нежданової.
- Сокол Олександр Вікторович — доктор мистецтвознавства, професор, ректор ОДМА імені А. В. Нежданової.
- Терещенко Алла Костянтинівна — доктор мистецтвознавства, професор (Київ).
- Тишко Сергій Віталійович — доктор мистецтвознавства, професор (Київ).
- Шип Сергій Васильович — доктор мистецтвознавства, професор (Одеса).
- Черкашина-Губаренко Марина Романівна — доктор мистецтвознавства, професор (Київ).